# Erhard Hann
Erhard Hann (* 1400 Zabern im Elsaß; † 1460) war ein deutscher Büchsenmachermeister, Bergbauingenieur und Erfinder der Heinzenkunst.

## Leben

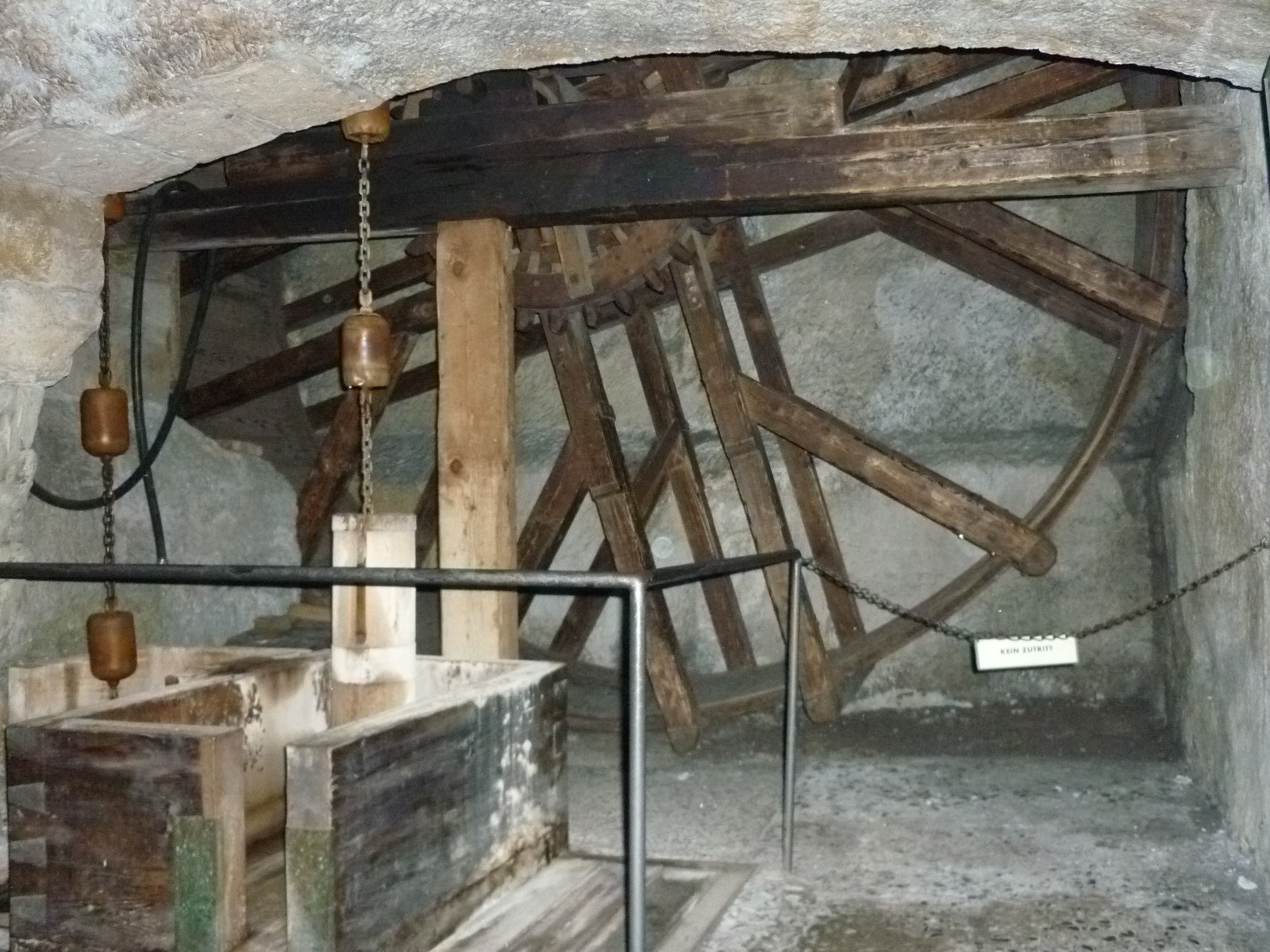
Nachbau einer Heinzenkunst mit Kunstrad im Deutschen Museum

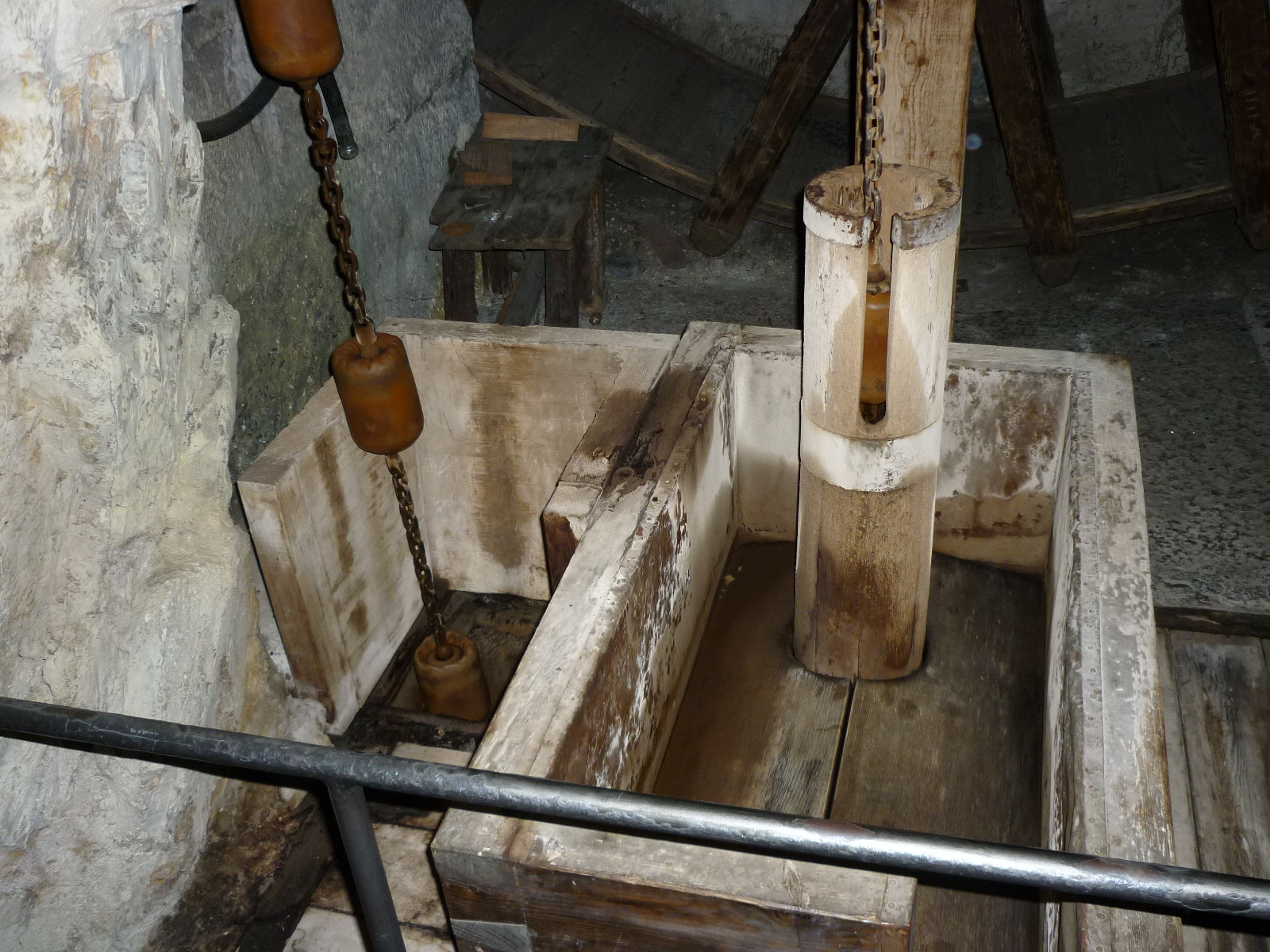
Nachbau im Deutschen Museum: Detail Bälle und Rohrtour

Erhard Hann war von 1425 bis 1459 Büchsenmachermeister im Dienst folgender Erzbischöfe von Salzburg: Eberhard III. von Neuhaus, Eberhard IV. von Starhemberg, Johann II. von Reisberg, Friedrich IV. Truchsess von Emmerberg und Sigismund I. von Volkersdorf.
696 hatte Theodo II. ein Drittel der Saline Bad Reichenhall dem Bistum Salzburg unter Rupert von Salzburg geschenkt. Die Bischöfe von Salzburg als Hanns Dienstherren erwirtschafteten einen wesentlichen Teil ihrer Einkünfte als Siedherren, in dem sie das aus dem Salzstock in Salzsole gelöste Salz gradierten und so in eine handelbare Form brachten. Bis 1438 wurde die Salzsole aus einem zehn Meter tiefen Schacht in Handarbeit gehoben. 1437 fertigte Erhard Hann ein Modell von einem Kübel Schöpfwerk, mit dem er das Eigentümerkonsortium der Reichenhaller Saline für das Projekt der Mechanisierung der Hebearbeit gewinnen wollte. In Bad Reichenhall wurde 1437 nach Plänen von Erhard Hann von Zabern eine Schöpfeimerkette installiert, die über ein Holzrad von 8 m Durchmesser lief und 64 Schöpfeimer aus Leder besaß.
Er bot sich 1437 an, nach einem bereits gefertigten Modell in dem Reichenhaller Brunnen eine Maschine zu erbauen, wodurch das gesalzene Wasser von dem übrigen abgesondert und in eine Brunnenstube geleitet werden konnte, aus welcher es in die Sudhäuser laufen sollte. Dieser Vorschlag erhielt den Beifall sowohl der Herzöge Ernst, Heinrich XVI., und Albrecht III. als auch der Siedherren. Hann musste die Maschine jedoch auf eigene Kosten bauen und sich bereiterklären, der Stadt Reichenhall mögliche Schäden zu ersetzen, falls sie nicht funktionstüchtig wäre. Dagegen versprach ihm die Stadt im Falle des Erfolges 5000 ungarische Gulden und den Bau eines Brunnhauses sowie die Zurverfügungstellung des für den Bau der Wasserstube und der Leitung erforderlichen Holzes.
1440 konnte die hydraulische Anlage in Betrieb genommen werden. Es handelte sich dabei um ein Pauschenschöpfwerk, dessen Antrieb über ein Wasserrad erfolgte. Das Salzwasser wurde in einem vertikalen Rohr mit Hilfe von Lederbällen (Pauschen), die an einer Kette hingen, nach oben geführt. Diese Pumpeinrichtung war etwa 70 Jahre in Betrieb und wurde dann durch eine im Prinzip ähnliche, etwas leistungsfähigere Anlage von Erasmus Grasser ersetzt. Noch bis 1873 förderte ein gleichartiges Wasserhebewerk in Reichenhall die Sole. Nach den bisher bekannten Überlieferungen stellt das Pauschenschöpfwerk von Hann die erste Wasserhebemaschine dieses Typs dar. Skizzen über gleichartige Anlagen stammen aus späterer Zeit.
Vor allem aus dem 16. Jahrhundert fand diese Art von Pumpen sowohl bei der Grubenentwässerung als auch bei der Trinkwasserversorgung häufig Anwendung.